# Hida
Hida (jap. 飛驒市 Hidashi) ist eine Stadt in der japanischen Präfektur Gifu auf Honshū. Zu den lokalen Besonderheiten zählt unter anderem das dort angesiedelte Kamioka-Neutrino-Observatorium (mit den Experimenten Kamiokande und Super-Kamiokande) in der ehemaligen Mozumi-Mine und der Gravitationswellendetektor KAGRA in der Kamioka-Mine.

## Geschichte
Hida wurde 2004 als Zusammenschluss der Gemeinden Furukawa (古川町, -chō), Kamioka (神岡町, -chō) und der Dörfer Kawai (河合村, -mura) und Miyagawa (宮川村, -mura) des Landkreises Yoshiki gegründet.
Für den Anime-Film Your Name. – Gestern, heute und für immer aus dem Jahr 2016 war Hida das Vorbild für die fiktive Stadt Itomori im Film.

## Verkehr
- Zug:
  - JR Takayama-Hauptlinie
- Straße:
  - Nationalstraßen 41, 360, 471, 472

## Städtepartnerschaften
- Leutasch, seit 1998[2][3]

## Schreibweise des Namens
Da das zweite Kanji nur in seiner Shinjitai-Form in den japanischen Zeichensätzen vorhanden ist, in dem das Element 單 durch 単 ersetzt wurde, wird Hida allgemein als 飛騨市 geschrieben.

## Weblinks

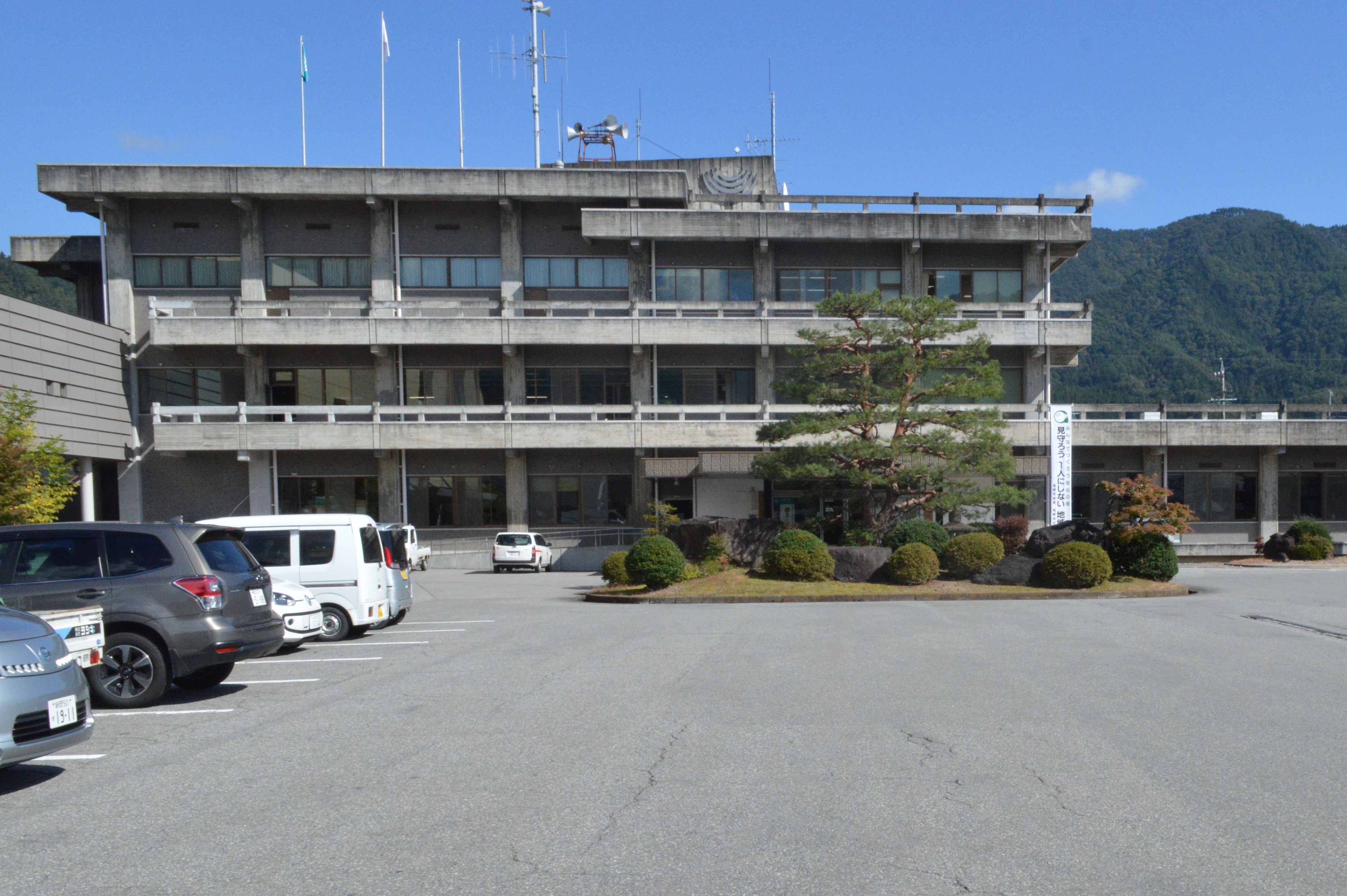
Rathaus

## Angrenzende Städte und Gemeinden
- Präfektur Gifu
  - Takayama
  - Shirakawa
- Präfektur Toyama
  - Toyama
  - Nanto